# Syzygium nitidum

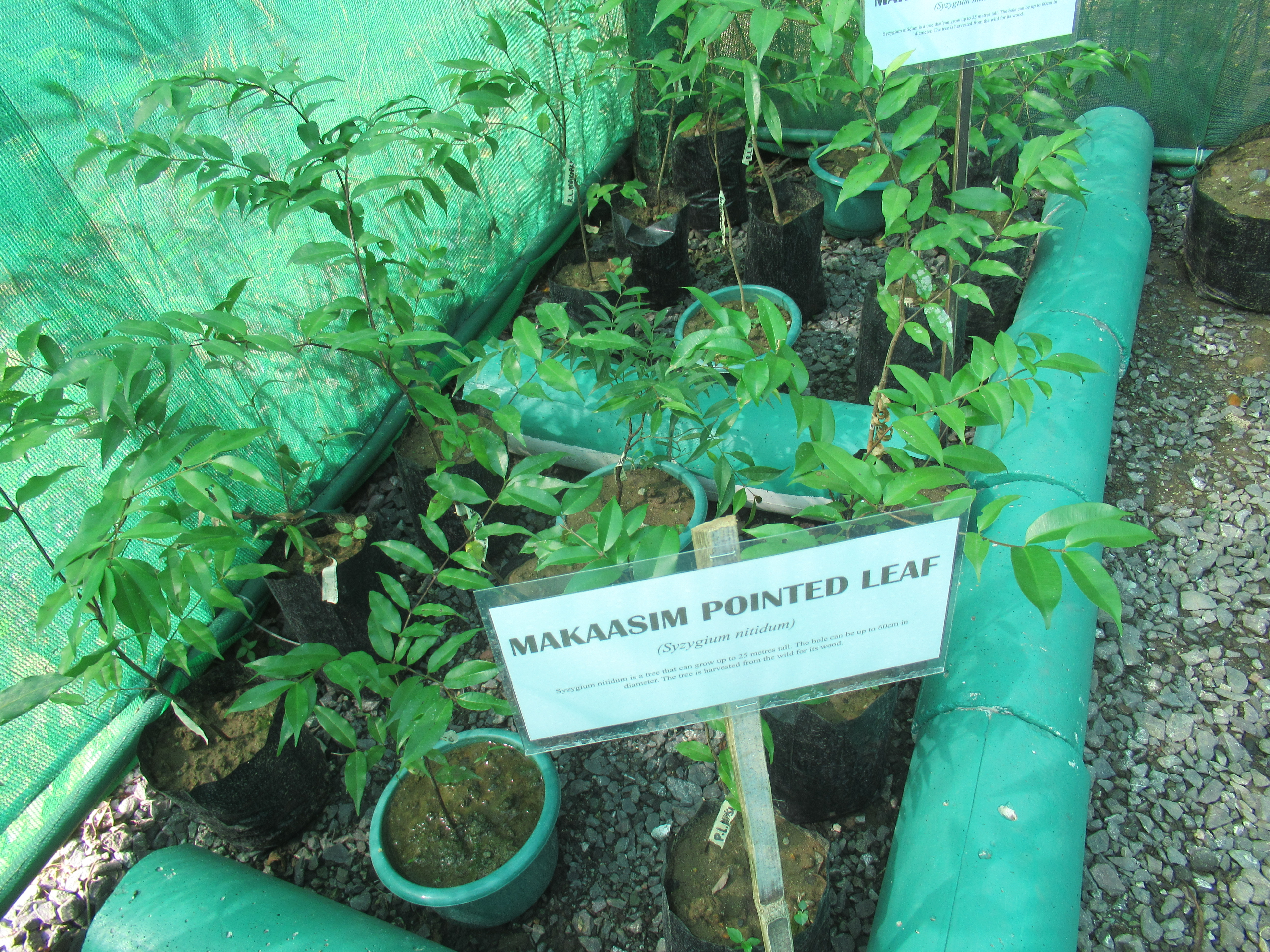
Syzygium nitidum

Syzygium nitidum är en myrtenväxtart som beskrevs av George Bentham. Syzygium nitidum ingår i släktet Syzygium och familjen myrtenväxter. Inga underarter finns listade i Catalogue of Life.